# 反傾表現
{\displaystyle G} が群で、{\displaystyle \rho } がベクトル空間 {\displaystyle V} 上の {\displaystyle G} の線型表現であるとき、反傾表現（はんけいひょうげん、英: contragredient representation）あるいは双対表現（そうついひょうげん、英: dual representation）{\displaystyle \rho ^{*}} は以下のようにして双対ベクトル空間 {\displaystyle V^{*}} 上定義される：
{\displaystyle \rho ^{*}(g)} は {\displaystyle \rho \left(g^{-1}\right)} の転置である、つまり、すべての {\displaystyle g\in G} に対して {\displaystyle \rho ^{*}(g)=\rho \left(g^{-1}\right)^{T}} である。
{\displaystyle {\mathfrak {g}}} がリー環で {\displaystyle \pi } がベクトル空間 {\displaystyle V} 上のその表現であれば、反傾表現 {\displaystyle \pi ^{*}} は以下のようにして双対ベクトル空間 {\displaystyle V^{*}} 上定義される：
すべての {\displaystyle X\in {\mathfrak {g}}} に対して {\displaystyle \pi ^{*}(X)=-\pi (X)^{T}} である。
いずれの場合にも、反傾表現は通常の意味での表現である。
ユニタリ表現に対しては、反傾表現は共役表現と等しい。

## 動機付け
表現論において、{\displaystyle V} のベクトルと {\displaystyle V^{*}} の線型汎関数はいずれも列ベクトルと考え、したがって表現は左から（行列の乗法によって）作用できる。線型汎関数 {\displaystyle \varphi } の {\displaystyle v\in V} への作用 {\displaystyle \varphi (v)} は行列の乗法
{\displaystyle \left\langle \varphi ,v\right\rangle \equiv \varphi (v)=\varphi ^{T}v}
によって表現できる。ただし上付きの {\displaystyle T} は行列の転置を表す。群{\displaystyle G}の作用と整合的であるためには
{\displaystyle \left\langle \rho ^{*}(g)\varphi ,\rho (g)v\right\rangle =\left\langle \varphi ,v\right\rangle }
が要求される。反傾表現の定義から、
{\displaystyle \left\langle {\rho }^{*}(g)\varphi ,\rho (g)v\right\rangle =\left\langle \rho \left(g^{-1}\right)^{T}\varphi ,\rho (g)v\right\rangle =\left(\rho \left(g^{-1}\right)^{T}\varphi \right)^{T}\rho (g)v=\varphi ^{T}\rho \left(g^{-1}\right)\rho (g)v=\varphi ^{T}v=\left\langle \varphi ,v\right\rangle }
となり、整合性を持つことが確かめられる。
リー環の表現に対しては、対応するリー群の表現との整合性を課す。一般に、{\displaystyle \Pi } がリー群の表現であれば、
{\displaystyle \pi (X)=\left.{\frac {d}{dt}}\Pi \left(e^{tX}\right)\right|_{t=0}}
によって与えられる {\displaystyle \pi } はそのリー環の表現である。{\displaystyle \Pi ^{*}} が {\displaystyle \Pi } に双対であれば、その対応するリー環の表現 {\displaystyle \pi ^{*}} は、
{\displaystyle \pi ^{*}(X)=\left.{\frac {d}{dt}}\Pi ^{*}\left(e^{tX}\right)\right|_{t=0}=\left.{\frac {d}{dt}}\Pi \left(e^{-tX}\right)^{T}\right|_{t=0}=-\pi (X)^{T}}
で与えられる。

## 一般化
- 群 {\displaystyle G} の2つの表現 {\displaystyle \left(\rho _{1},V_{1}\right)} と {\displaystyle \left(\rho _{2},V_{2}\right)} から、次のようにして {\displaystyle \operatorname {Hom} \left(V_{1},V_{2}\right)} 上の {\displaystyle G} の表現 {\displaystyle \operatorname {Hom} \left(\rho _{1},\rho _{2}\right)=\rho } が定義される[5]：

すべての {\displaystyle g\in G} とすべての {\displaystyle f\in \operatorname {Hom} \left(V_{1},V_{2}\right)} に対して、{\displaystyle \rho (g)(f)=\rho _{2}(g)\circ f\circ \rho _{1}\left(g^{-1}\right)}。
反傾表現は、{\displaystyle \left(\rho _{2},V_{2}\right)} が自明表現の場合である。
- 環上の加群は一般には反傾表現を持たないが、ホップ代数上の加群は持つ。